# Eugenio Bava
Eugenio Bava (Gardone Riviera, 4 giugno 1886 – Roma, 23 ottobre 1966) è stato uno scenografo, scultore e direttore della fotografia italiano, padre del regista Mario Bava e nonno del regista Lamberto Bava.

## Biografia
Dopo aver lavorato come scultore e direttore della fotografia, diviene capo del settore effetti speciali dell'Istituto Luce.

## Filmografia parziale

### Direttore della fotografia
- Quo vadis?, regia di Enrico Guazzoni (1913)
- Cabiria, regia di Giovanni Pastrone (1914)
- Cenere, regia di Febo Mari (1916)
- Champagne caprice, regia di Achille Consalvi (1919)
- Le ultime avventure di Galaor, regia di Mario Restivo (1921)
- Camicia nera, regia di Giovacchino Forzano (1933)
- Morfologia del fiore, regia di Roberto Omegna - cortometraggio documentario (1942)
- Le maschere e la vita, regia di Carlo Castelli Gattinara - cortometraggio documentario (1951)

### Effetti speciali
- Cabiria, regia di Giovanni Pastrone (1914)
- Amor non ho... però... però, regia di Giorgio Bianchi (1951)
- La macchina ammazzacattivi, regia di Roberto Rossellini (1952)

### Scultore
- La maschera del demonio, regia di Mario Bava (1960)[3]